# Mystriosaurus
Mystriosaurus es un género extinto de crocodiliforme teleosáurido que vivió desde el Jurásico Inferior (Toarciano). Ejemplares fosilizados han sido hallados en Alemania.

## Ecología

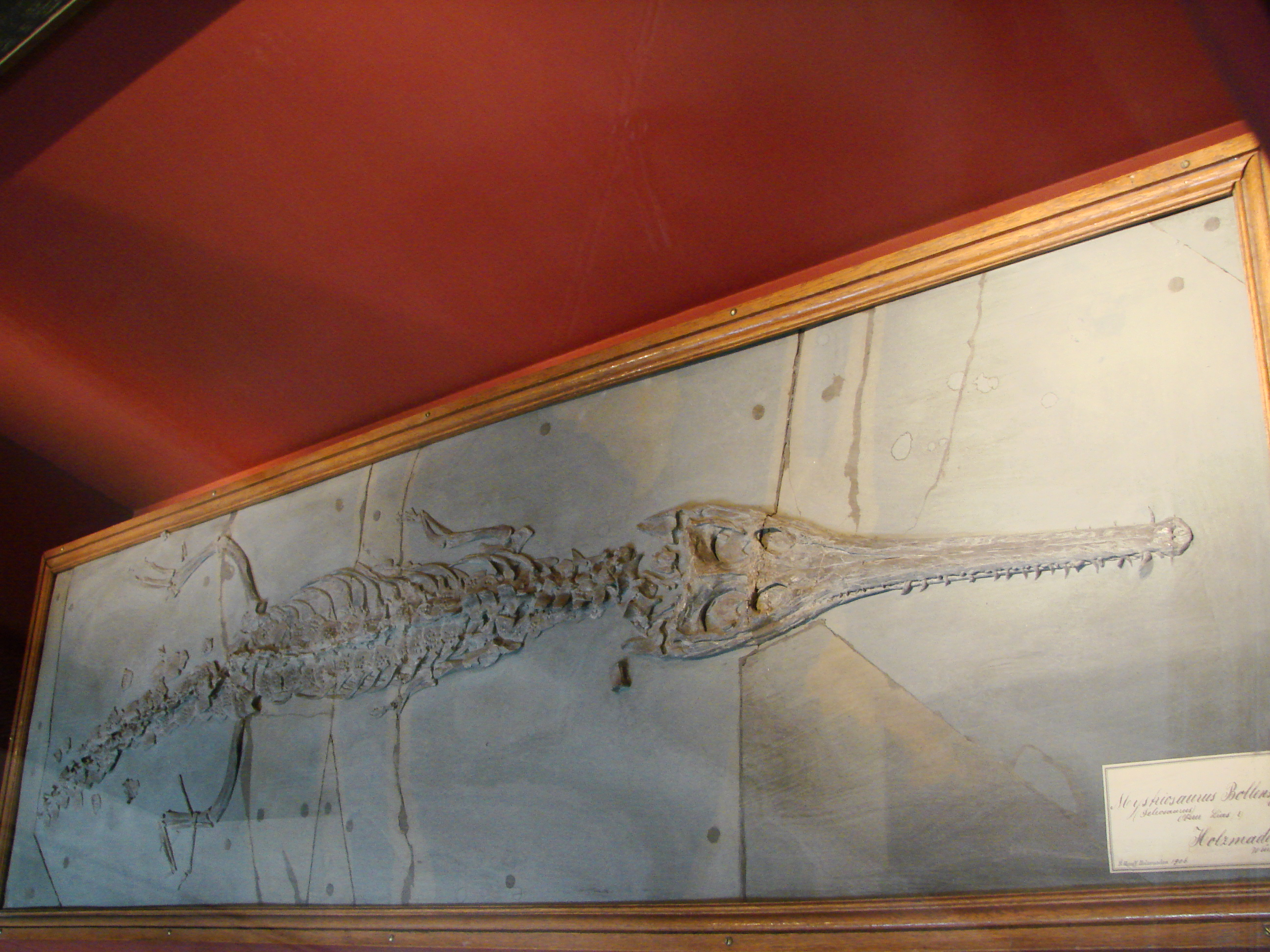
Mystriosaurus, Palais de Rumine, ville de Lausanne

Steneosaurus priscus es una de los cinco especies de talatosuquios conocidas de la formación Upper Lias (calizas de Holzmaden, principios del Toarciano) de Baviera, Alemania.